# Dieter Groß (Fahrsportler)
Dieter Groß   (* 12. Dezember 1942 in Berlin) ist ein deutscher Gespannfahrer, Ausbilder, Richter im Fahrsport und trägt den Titel Fahrmeister-FN.

## Leben
Groß kam von Berlin nach Sankt Johann-Upfingen und lernte dort bei seinem Großvater den Umgang mit Pferden. Zunächst absolvierte er eine Ausbildung als Metzger.

## Laufbahn
1961 begann Groß als Gestütshilfswart im Haupt- und Landgestüt Marbach. Zu seinen Ausbildern zählte Christian Lamparter. Während seiner Gestütslaufbahn wurde Groß Hauptsattelmeister. Er war Gründungsmitglied und Vorsitzender der Fahrsportgruppe Marbach und Leiter des Fahrturnier Marbach. 1981 übernahm er die Leitung der Landesfahrschule und die Verantwortung für das Fahren bei der Marbacher Hengstparade. Im Jahr 2004 ging Groß in den Ruhestand und übergab sein Amt seinem Nachfolger Fred Probst.
Er nahm auch Prüfungen zum Fahrabzeichen und zum Kutschenführerschein ab.
Groß war lange Jahre auch international als Richter auf zahlreichen Fahr-Turnieren aktiv.

## Ehrungen
Groß wurde am 18. Oktober 1983 der Titel Fahrmeister-FN verliehen.
2022 erhielt Groß die Goldene Ehrennadel des Pferdesportverband Baden-Württemberg.

## Werke
- Das Fahrabzeichen, 2010, Franckh-Kosmos Verlag, ISBN 978-3-440-11770-5
- Richtlinien für Reiten und Fahren, Bd. 5. Fahren (Mitwirkung), FNverlag der Deutschen Reiterlichen Vereinigung, Warendorf, 2002, ISBN 978-3-885-42285-3[4]

FN-Lehrtrafeln:
- Achenbachleine, 2000, FN-Verlag, ISBN 978-3-88542-305-8
- Anspannungsarten, 2000, FN-Verlag, ISBN 978-3-88542-306-5
- Die Verkehrssicherheit des Wagens, 2000, FN-Verlag, ISBN 978-3-88542-307-2
- Einspänner-Brustblattgeschirr	2000, FN-Verlag, ISBN 978-3-88542-301-0
- Einspänner-Kumtgeschirr, 2000, FN-Verlag, ISBN 978-3-88542-303-4
- Zweispänner-Brutblattgeschirr, 2000, FN-Verlag, ISBN 978-3-88542-302-7
- Zweispänner-Kumtgeschirr, 2000, FN-Verlag, ISBN 978-3-88542-304-1